# Cemitério Municipal de Göttingen

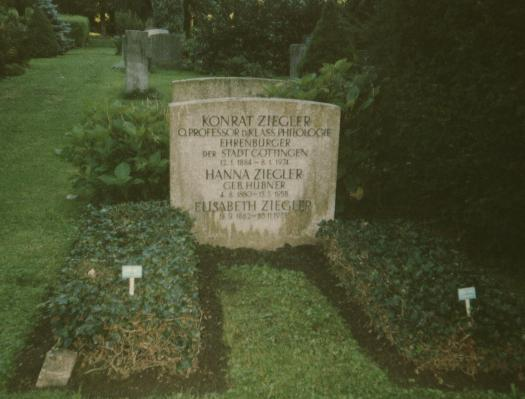
Sepultura de Konrat Ziegler

O antigo cemitério municipal de Göttingen (em alemão:  Stadtfriedhof Göttingen) é um cemitério histórico alemão localizado na cidade de Göttingen. Abriga túmulos de personalidades da cultura e ciência, dentre as quais de nove Prêmios Nobel.

## Localização
O cemitério está localizado no limite leste da cidade. Com área de cerca de 36 hectares, possui aproximadamente 40 mil sepulturas e urnas.

## História

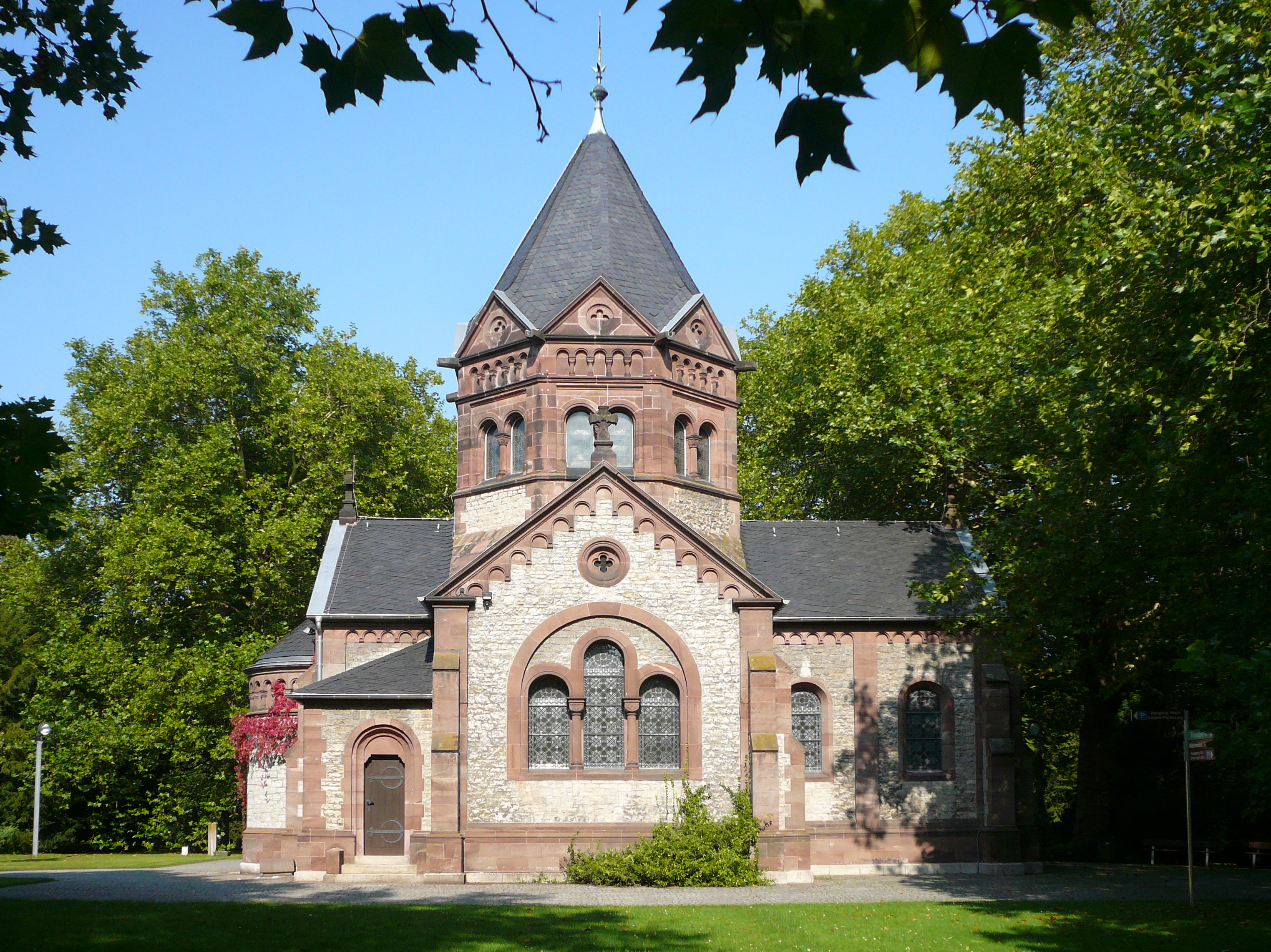
Capela

Com a população crescente de Göttingen, em 1879 o prefeito Georg Merkel decidiu construir nos limites da cidade com a localidade de Grone, atualmente um distrito de Göttingen, um novo cemitério. Como modelo o secretário de obras Heinrich Gerber escolheu o cemitério de Stuttgart. A primeira seção, com área de 7,5 hectares, foi inaugurada em 15 de dezembro de 1881, sendo desativado então o Albani-Friedhof. Já na virada do século foi construída uma capela, bem como uma expansão de sua área, à qual seguiran-se até 1963 outras cinco expansões. Em 1975 o local para sepultamentos em Göttingen foi transferido para o novo cemitério de Junkerberg. Desde então são permitidos sepultamentos no cemitério municipal de Göttingen apenas em sepulturas familiares previamente existentes.
Desde 2005 podem ser novamente realizados sepultamentos no cemitério municipal de Göttingen, mas apenas em urnas, devido às más condições do terreno.

## Personalidades
Neste cemitério estão sepultados nove Prêmios Nobel:
- Max Born (Nobel de Física 1954)
- Manfred Eigen (Nobel de Química 1967)
- Otto Hahn (Nobel de Química 1951)
- Max von Laue (Nobel de Física 1914)
- Walther Nernst (Nobel de Química 1920)
- Max Planck (Nobel de Física 1918)
- Otto Wallach (Nobel de Química 1910)
- Adolf Windaus (Nobel de Química 1928)
- Richard Zsigmondy (Nobel de Química 1925)

Outras personalidades:
- Friedrich Carl Andreas
- Lou Andreas-Salomé
- Karl Erich Andrée
- Carl Ludwig von Bar
- Georg Friedrich Calsow
- Paul de Lagarde
- Adolf Ellissen
- Hermann Föge
- Moriz Heyne
- David Hilbert
- Heinz Hilpert
- Rudolf von Jhering
- Bruno Karl August Jung
- Gottfried Jungmichel
- Theodor Kaluza
- Felix Klein
- Wilhelm Klinkerfues
- Gustav Körte
- Otto Wilhelm Madelung, médico
- Walter Meyerhoff
- Herman Nohl
- Hermann Oncken
- Robert Wichard Pohl, físico
- Ludwig Prandtl, engenheiro, físico
- Friedrich Julius Rosenbach
- Max Runge, ginecologista
- Wolfgang Sartorius von Waltershausen
- Karl Schwarzschild, astrônomo, físico
- Carl Ludwig Siegel
- Gustav Tammann
- Heinrich Tammann
- Paul ten Bruggencate, astrônomo
- Hannah Vogt
- Wilhelm Eduard Weber
- Emil Wiechert
- Friedrich Wöhler
- Konrat Ziegler